# Charqueada
Charqueada là một đô thị ở bang São Paulo của Brasil. Đô thị này nằm ở tọa độ 22º30'35" độ vĩ nam và 47º46'41" độ vĩ tây, trên khu vực có độ cao 610 m. Dân số năm 2004 ước tính là 14 218 người. Đô thị Charqueada có diện tích 175,998 km².

## Các đô thị giáp ranh
- Itirapina
- Ipeúna
- Rio Claro
- Piracicaba
- São Pedro

## Thông tin nhân khẩu
Dữ liệu dân số theo điều tra dân số năm 2000
Tổng dân số: 13.037
- Dân số thành thị: 11.719
- Dân số nông thôn: 1.318
- Nam giới: 6.561
- Nữ giới: 6.476

Mật độ dân số (người/km²): 74,07
Tỷ lệ tử vong trẻ sơ sinh dưới 1 tuổi (trên một triệu người): 16,72
Tuổi thọ bình quân (tuổi): 70,77
Tỷ lệ sinh (số trẻ trên mỗi bà mẹ): 2,52
Tỷ lệ biết đọc biết viết: 90,58%
Chỉ số phát triển con người (HDI-M): 0,782
- Chỉ số phát triển con người - Thu nhập: 0,713
- Chỉ số phát triển con người - Tuổi thọ: 0,763
- Chỉ số phát triển con người - Giáo dục: 0,869

(Nguồn: IPEADATA)

### Sông ngòi
- Sông Água Branca
- Sông Corumbataí

### Các xa lộ
- SP-191
- SP-308